# Robert Edward Lee
Robert Edward Lee (Stratford, Virginia, 19. siječnja 1807. – Lexington, Virginia, 12. listopada 1870.), američki vojskovođa. Do 1861. godine bio je uspješan časnik Vojske Sjedinjenih Država da bi tijekom Američkog građanskog rata bio najuspješniji general na strani pobunjene Konfederacije. Leejeva predaja kod mjesta Appomattox, 9. travnja 1865. godine uglavnom se označava kao kraj građanskog rata. Premda je bio na strani poraženih, Lee se općenito smatra najvećim vojskovođom Američkog građanskog rata.

## Životopis

### Mladost
Robert Edward Lee rođen je u Stratford Hallu, domu obitelji Lee u okrugu Westmoreland, Virginia, kao četvrto dijete generala Henryja Leeja, junaka Američkog rata za nezavisnost, i Ann Hill Carter. Imao je šestoro braće i sestara. Godine 1818. otac mu je umro, ostavivši njega, majku, te braću i sestre sa slabim financijskim prihodima.
Lee je upisao akademiju Alexandria, gdje je bio izvrstan student, pogotovo u matematici, ali si nije mogao priuštiti sveučilišno obrazovanje, te mu je jedina mogućnost za postizanje nečega u životu bila Vojna akademija West Point. Godine 1824. od obiteljskog prijatelja Williama H. Fitzhugha dobio je pismo preporuke te ga je osobno predao ministru rata Johnu C. Calhounu. Lee je 1825. godine primljen na akademiju. Diplomirao je 1829. godine kao drugi u klasi od 46 kadeta.

### Rana karijera
Nakon diplomiranja, dodijeljen mu je čin potporučnika, te je izabrao vojni rod inženjeriju, tada elitnu granu američke vojske. Prve dužnosti su mu bile gradnje odvodnih kanala na otoku Cockspur, Georgia, na ušću rijeke Savannah. To će sve postati dio utvrde Fort Pulaski.
Nakon 17 mjeseci u Georgiji, 1831. godine premješten je u Fort Monroe, Virginia. Ubrzo se vratio u Alexandriju gdje je oženio Mary Ann Randolph Custis, koja je bila u rodu s Marthom Washington. Taj brak mu je donio i pravo na imanje Arlington u blizini grada Washingtona. U braku su Robert i Mary imali sedmoro djece; tri sina i četiri kćeri.
Lee je služio u uredu glavnog zapovjedništva inženjerije u Washingtonu, 1834. – 1837. godine. Prvo važnije zapovijedanje dobio je 1837. godine. Kao poručnik nadzirao je rad inženjerije u luci St. Louis, Missouri. Ubrzo je unaprijeđen u čin satnika. Godine 1841. premješten je u Fort Hamilton u luci New York, gdje je bio zadužen za izgradnju utvrde.

### Rat s Meksikom
Lee se istaknuo u Američko-meksičkom ratu 1846. – 1848. godine. Bio je jedan od glavnih ljudi u stožeru generala Winfielda Scotta. Njegovo poznavanje inženjerije i učinkovito upravljanje topništvom uvelike je doprinijelo padu Veracruza u ruke Amerikanaca. 
Na maršu do Mexico Cityja, Lee je izabrao najprohodniji teren za prolaz američke vojske. U bitci kod Cerro Gorda, 18. travnja 1847. godine, Lee je predvodio jednu brigadu koja je Meksikancima odsjekla put za povlačenje. Prije završetka rata, Lee je dobio privremeni čin bojnika, a general Scott ga je nazvao:"najboljim vojnikom kojega je ikada vidio na bojištu".

### Međuratno doba
Nakon rata Lee je dobio privremeni čin potpukovnika i proveo je tri godine u luci Fort Carrol u Baltimoreu. Nadzornik na Vojnoj akademiji West Point postao je 1852. godine, te je mogao gledati svoga sina Georgea kako upisuje akademiju i završava ju kao najbolji u klasi.
Godine 1855. Lee je premješten na Teksašku granicu i zapovjedao konjicom. Kao pripadnik 2. konjičke istakao se braneći doseljenike od napada indijanskih plemena Apaši i Komanči. Služio je u pukovniji do 1857. godine kada ga je smrt punca natjerala na odsustvo iz vojske kako bi sredio poslove na naslijeđenom imanju Arlington.
Godine 1859. fanatični abolicionist John Brown s grupom pristaša zauzeo je oružarnicu savezne vojske u Harpers Ferryju, nadajući se da će potaknuti masovnu pobunu crnih robova diljem južnih država. U trenutku izbijanja pobune Lee se nalazio u Washingtonu. Kao časniku s najvišim činom u blizini, Leeju je povjereno zapovjedništvo na postrojbom marinaca kojima je povjereno gušenje pobune. Lee je ustanak ugušio u kratko vrijeme i vratio se svojim uobičajenim dužnostima u Teksas.

### Građanski rat

#### Početak rata
Kada se Teksas odvojio od Unije 1861. godine, Lee je pozvan u Washington i tamo čekao na nove zapovijedi. Abraham Lincoln je Leeju potvrdio čin pukovnika regularne vojske i dao mu zapovjedništvo nad 1. konjičkom kako bi ga privolio da ostane u vojsci Unije. Leejev stari zapovjednik, general Winfield Scott, ponudio mu je zapovjedništvo nad pješadijom u vojsci Unije s činom general bojnika, ali kada se Leejeva rodna Virginia odvojila, Lee odbija ponudu. Lee je bio protiv odcjepljenja južnih država od Unije, ali Virginia mu je značila više nego Sjedinjene Države. Njegova ostavka iz 1. konjičke službeno je prihvaćena 25. travnja 1861. godine.
Dana 23. travnja 1861. godine Lee odlazi guverneru Virginije Johnu Letcheru koji mu daje čin general-bojnika i povjerava zapovjedništvo nad cjelokupnim oružanim snagama Virginije, koje će uskoro biti uklopljene u novostvorenu vojsku Konfederacije. 14. svibnja dobiva čin brigadnog generala vojske Konfederacije.
Lee je isprva bio zadužen za organizaciju mladih Virginijskih oružanih snaga. U prvom ljetu rata dobio je svoje prvo zapovjedništvo na bojnom polju u zapadnoj Virginiji. Njegova kampanja kod planine Cheat je bila razočaravajuća. Tijekom cijelog zapovjedanja u Sjevernoj Karolini puno je vremena proveo raspravljajući se i s podređenima i s nadređenima. Zbog toga je dobio nadimak "Bakica Lee". Iako njegov početak na bojištima nije bio obećavajući, predsjednik Konfederacije Jefferson Davis postavio ga je za zapovjednika obrane atlantske obale.

#### 1862.
Početkom 1862. godine Lee je pozvan u Richmond gdje postaje vojni savjetnik predsjednika Jeffersona Davisa. S tog položaja je imao određeni utjecaj nad vojnim operacijama, posebice onima Stonewalla Jacksona u dolini Shenandoah. Nakon što je general Joseph Eggleston Johnston ranjen u bitci kod Seven Pinesa, 31. svibnja – 1. lipnja 1862. godine, po predsjednikovoj naredbi Lee preuzima zapovjedništvo nad onim što će uskoro postati poznato kao Vojska Sjeverne Virginije.
Krenuo je u napad na Georgea McClellana u nizu bojeva u okolici Richmonda, poznatih kao Sedmodnevna bitka, 25. lipnja – 1. srpnja 1862. godine. Iako su Južnjaci u svim tim sukobima imali teške gubitke, McClellanova vojska je natjerana na povlačenje. Mišljenje o Leeju diljem Juga se mijenja i vojnici ga počinju zvati "Ujak Robert" i "Gazda Robert". Zatim je porazio Johna Popea u drugoj bitci kod Bull Runa, 29. – 30. kolovoza 1862. godine. Želeći iskoristiti tu pobjedu, krenuo je u invaziju na Maryland s 40.000 ljudi. Nadao se da će uz pomoć tamošnjih južnjačkih simpatizera uspjeti odvojiti tu državu od Unije i prenijeti rat na neprijateljevo područje. No nesretnim slučajem Sjevernjaci su se domogli kopije njegovih naredbi s detaljnim planovima za invaziju. Kod Antietama ga je napao McClellan s 87.000 ljudi. U dva dana borbe kod Antietama Leejevo napredovanje na sjever je zaustavljeno, ali McClellan nije uspio uništiti Leejevu vojsku. U bitci je živote izgubilo 17.000 vojnika, što je ostalo upamćeno kao najkrvaviji dan u američkoj povijesti. Nakon te bitke, 17. rujna 1862. godine Lee se povukao nazad u Virginiju, a McClellan nije krenuo u potjeru za njim. Usprkos McClellanovom neuspjehu, Abraham Lincoln iskoristio je stratešku pobjedu Unije da najavi svoj proglas o emancipaciji koji je trebao okončati ropstvo na Jugu.
Lee je porazio Ambrosea Eweretta Burnsidea, koji je zamijenio McClellana, u bitci kod Fredericksburga, 13. prosinca 1862. godine. Lee je pustio protivnika da prijeđe rijeku Potomac te mu priredio zasjedu na uzvisinama iznad grada. Sjevernjačke postrojbe su morale preko otvorenog polja jurišati na Južnjake koji su dobro zaklonjeni iza kamenog zida slobodno pucali po njima. Pretrpjevši goleme gubitke, Sjevernjaci su se morali povući natrag preko rijeke. Nakon bitke, Lee je rekao:"Dobro je da je rat tako užasan, inače bismo se previše naviknuli na njega."

#### 1863.
Najveću pobjedu u karijeri Lee je ostvario u bitci kod Chancellorsvillea, 1. – 5. svibnja 1863. godine nad dvostruko jačim snagama Unije kojima je zapovjedao Joseph Hooker. Lee je postavio pred Sjevernjake oko 10.000 ljudi, a ostatak poslao u obuhvat na krilima. U savršeno koordiniranoj akciji opkolio je brojčano dvostruko jače snage i potpuno ih razbio. No u toj bitci je smrtno ranjen Stonewall Jackson, čime Lee gubi jednog od svojih najsposobnijih zapovjednika.
Situacija na zapadnom bojištu za Konfederaciju je postajala kritična. Nekoliko nepovezanih konfederalnih vojski nije uspijevalo zaustaviti nadiranje Unionista. Vojni savjetnici su govorili predsjedniku Davisu da treba spasiti Vicksburg, no Lee je nagovorio Davisa da mu dopusti poduzeti drugu invaziju na sjever. Ta će odluka imati dalekosežne posljedice. Lee kreće s oko 75.000 vojnika želeći zadati Sjevernjacima konačni udarac kojim bi ih prisilio na mirovne pregovore. Lee je također namjeravao u Pennsylvaniji pronaći hranu, oružje i opremu za svoju loše opskrbljenu vojsku. U trodnevnoj bitci kod Gettysburga, Lee se sukobio s 83.000 Sjevernjaka pod zapovjedništvom Georgea Gordona Meadea. Danima 1. i 2. srpnja Južnjaci su postigli polovične uspjehe. Trećeg dana bitke, Lee je počinio svoju najveću pogrešku u ratu. Poslao je diviziju generala Georgea Picketta u pješački napad preko otvorenog polja na dobro utvrđene sjevernjačke položaje na Cemetery Hill. Napad nije uspio i Južnjaci su pretrpjeli strahovite gubitke. U cjelokupnoj bitci, Lee je izgubio oko 20.000 ljudi (mrtvih, ranjenih i zarobljenih), i ponovno je prisiljen na povlačenje. General Meade, kao i McClellan, nije krenuo u potjeru za njim. Nakon bitke Lee je preuzeo punu odgovornost za poraz i poslao pismenu ostavku Jeffersonu Davisu, ali ga je ovaj odbio.

#### 1864.
Ulysses S. Grant, novi glavni zapovjednik vojske Unije, krenuo je 1864. godine s velikom vojskom prema Leeju želeći zauzeti glavni grad Konfederacije Richmond. Lee je s brojčano manjom i slabije naoružanom vojskom pružao žestok otpor. Grant je forsirao napade pa je došlo do nekoliko krvavih bitaka: kod Wildernessa 5. – 7. svibnja, Spotsylvania Court Housea, 8. – 19. svibnja i Cold Harbora, 3. – 12. lipnja 1864. godine. U tim bitkama Grantove su snage pretrpjele puno veće gubitke nego Leejeve, čak toliko velike da su ga novine na Sjeveru prozvale "Mesar Grant". Ipak, vrijeme je radilo za Granta. Grant je uvijek mogao nadomjestiti izgubljene vojnike dok Lee to nije mogao. Lee je uspio spriječiti da unionisti zauzmu strateški ključni grad Petersburg. Preostale snage Lee je rasporedio u rovovima na fronti između Richmonda i Petersburga, čime započinje višemjesečna opsada.

#### Kraj rata
Dana 23. siječnja 1865. godine Lee je imenovan glavnim zapovjednikom svih snaga Konfederacije, ali je bio previše zauzet borbama u Virginiji da bi mogao rukovoditi operacije ostalih južnjačkih vojski. Vidjevši da vojska Konfederacije strašno pati od nedostatka ljudstva, Lee je iznio prijedlog o obučavanju i naoružavanju crnih robova kojima bi bila obećana sloboda ako pristanu služiti u vojsci. Ta praksa je korištena i u Američkom ratu za neovisnost. Lee je svoje mišljenje objasnio:"Trebali bismo ih zaposliti bez odgađanja... uz voljnu i opću emancipaciju." Kongres Konfederacije je prihvatio prijedlog i započeto je ustrojavanje i uvježbavanje postrojbi formiranih od crnaca, ali inicijativa je stigla prekasno da bi mogla pomoći spasu Konfederacije.
Nakon gotovo deset mjeseci opsade, 2. travnja 1865. godine Lee s preostalom vojskom odustaje od obrane Petersburga, koji je evakuiran, te se povlači prema Richmondu. Njegova vojska je bila pregladnjela i bez vojnog morala. Želio je krenuti na sjever i spojiti se s vojskom generala Johnstona, ali je bio opkoljen sa svih strana. Nakon neuspješnog pokušaja proboja kod Appomattoxa, Lee je vidio da je predaja neizbježna. Odlučno je odbio prijedlog generala Edwarda Portera Alexandera da se Vojska Sjeverne Virginije rasprši po šumama i započne s gerilskom borbom protiv Sjevernjaka.
Godine 9. travnja 1865. godine, Lee se predao Grantu. Prilikom predaje, ponudio je svoju sablju pobjedniku, ali ju je Grant odbio primiti, iz velikog poštovanja prema Leeju. Prema dogovoru o predaji, Leejeva čitava vojska je odmah bila amnestirana, te su im podjeljeni jednodnevni obroci hrane. Časnici su smjeli zadržati svoje osobno naoružanje a vojnici konje i mule kako bi se mogli vratiti kući i koristiti ih u zemljoradnji. Zbog te velikodušnosti, Lee poslije nikome u svojoj prisutnosti nije dopuštao da loše govori o Grantu.

### Poslijeratni život i smrt
Nakon rata Lee je predao zahtjev za amnestiju i američko državljanstvo. Zahtjev mu nikada nije odobren. Leejeva potpisana zakletva odanosti Sjedinjenim Državama je zagubljena. Njegov primjer traženja amnestije potaknuo je i druge istaknute vođe Konfederacije da učine isto. Njegova plantaža, na kojoj je živio sa suprugom prije rata, konfiscirana je te je u 58. godini života ostao bez prihoda za život. Nekoliko se mjeseci oporavljao od psihičke i fizičke iscrpljenosti uzrokovane ratom s ciljem da povrati svoje zdravlje. Velika porota u Norfolku je namjeravala prema njemu podići tužbu zbog izdaje, ali je to spriječio general Grant, koji je tražio od predsjednika Andrewa Johnsona da se poštuju svi uvjeti predaje koje je on dogovorio s Leejem.
Lee je dobivao mnoge ponude od raznih tvrtki koje su ga pristajale financirati uz dozvolu korištenja njegovog imena. Lee ih je sve odbio. Krajem 1865. sudac John W. Brockenbroug je obavijestio Leeja da je jednoglasno imenovan za predsjednika sveučilišta Washington u Lexingtonu. Lee je posao prihvatio te ga je obnašao sljedećih pet godina. Učinio je mnogo za poboljšanje sveučilišta, te uspostavio kodeks časti među studentima, rekavši:"Imamo samo jedno pravilo ovdje, a to je da svaki učenik treba biti gospodin."
Lee je ohrabrivao pomirenje između Juga i Sjevera, i podržavao je predsjednika Andrewa Johnsona u njegovim naporima za rekonstrukciju SAD-a. Međutim, podupro je demokrate koji su bili protiv republikanskih namjera da se oslobođenim robovima da pravo glasa i oduzme pravo glasa bivšim vojnicima i državnim dužnosnicima Konfederacije. Na predsjedničkim izborima 1868. godine podupro je kandidaturu demokrata Horatia Seymoura protiv svog nekadašnjeg ratnog protivnika Granta.
Lee je umro na položaju predsjednika sveučilišta Washington 1870. godine. Njemu u čast, sveučilište je dva tjedna nakon njegove smrti promijenilo ime u sveučilište Washington i Lee. Poslije smrti, Lee je postao ikona južnjačkog "Izgubljenog cilja" te je mišljenje o njemu kao jednom od najvećih američkih vojnih stratega prošireno čitavim SAD-om. Američko državljanstvo vraćeno mu je postumno odlukom Američkog senata 1975. godine.

## Zanimljivosti
- Lee je tijekom rata na odori uvijek nosio oznake čina pukovnika, umjesto onih generalskih. Pukovnik je bio posljednji čin koji je stekao u vojsci SAD-a te nije želio nositi generalske oznake sve dok Konfederacija ne stekne samostalnost te mu generalski čin bude mirnodopski potvrđen. Generalsku odoru je obukao samo jednom, kada se predavao Grantu kod Appomatoxa. Ta se odora danas čuva u Muzeju Konfederacije u Richmondu.
- Jednom prilikom, nakon rata, Lee je došao na subotnju misu u episkopalnu crkvu u Richmondu, kada je u crkvu ušao jedan crnac, također da nazoči misi. Svećenik i svi ljudi unutar crkve su bili šokirani, te bi se vjerojatno dogodio ružan rasistički incident da Lee nije sjeo pokraj tog čovjeka. Nakon toga, misa se nastavila normalno.
- U filmu Gettysburg iz 1993. godine, Leeja je glumio Martin Sheen, dok ga je u filmu Bogovi i generali iz 2003. godine glumio Robert Duvall. U televizijskoj seriji Sjever i jug glumio ga je William Schallert.
- Američki tenk M3 Lee nazvan je po generalu Leeju.
- U romanu The Guns of the South američkog romanopisca Harryja Turtledovea, Konfederacija 1864. dobije rat uz pomoć južnoafričkih rasista, pripadnika AWB-a, koji uz pomoć vremeplova otputuju u prošlost i Leejevu vojsku opskrbe automatskim puškama AK-47. No kada Lee poslije rata otkrije da su članovi AWB-a pomogli Konfederaciji samo zato da bi ona u promijenjenoj budućnosti bila saveznik reakcionarnih sila, Lee se kandidira za predsjednika Konfederacije, pobjedi, i vodi zemlju u uspješnu borbu protiv došljaka iz budućnosti.
- U američkoj televizijskoj seriji Majstori opasnosti (Dukes of Hazzard), jedna od glavnih atrakcija je automobil koji vlasnici zovu General Lee. Automobil se pojavljuje i u istoimenim filmovima.